# Hexham Old Gaol
Hexham Old Gaol är ett slott i Storbritannien.   Det ligger i grevskapet och kommunen Northumberland i riksdelen England, i den centrala delen av landet, 400 km norr om huvudstaden London. Hexham Old Gaol ligger 57 meter över havet.
Terrängen runt Hexham Old Gaol är kuperad åt nordväst, men åt sydost är den platt. Hexham Old Gaol ligger nere i en dal. Runt Hexham Old Gaol är det ganska glesbefolkat, med 26 invånare per kvadratkilometer. Närmaste större samhälle är Hexham, 0,30 km sydväst om Hexham Old Gaol. Trakten runt Hexham Old Gaol består i huvudsak av gräsmarker.